# Елизабета дела Ровере
Елизабета дела Ровере (на италиански: Elisabetta della Rovere; * 1529, Урбино, Херцогство Урбино; † 6 юни 1561, Маса, Маркграфство Маса и Сеньория Карара) от рода Дела Ровере, е принцеса от Урбино и чрез брак маркграфиня на Маса и господарка на Карара (1553 – 1561).

## Произход
Тя е дъщеря на Франческо Мария I дела Ровере (* 1490, † 1538), първи херцог на Урбино, и на съпругата му Елеонора Гонзага (* 1493, † 1550). Нейни дядо и баба по бащина линия са Джовани дела Ровере, папски капитан и господар на Сенигалия, племенник на папа Сикст IV, и Джована да Монтефелтро, а по майчина – Франческо II Гонзага, маркграф на Мантуа, и Изабела д’Есте. Има пет братя и седем сестри, повечето починали като малки:
- Федерико (*/† 1511);
- Гуидобалдо II (* 1514, † 1574), херцог на Урбино (1538 – 1574), съпруг на Джулия да Варано и на Витория Фарнезе;
- Иполита (* 1515, † ок. 1540), херцогиня на Монталто като съпруга на Антонио д’Арагона;
- Джована (* 1515, † 1518);
- Джовани (* 1516, † 1518);
- Катерина (* 1518, † 1520);
- Беатриче (* 1521, † 1522);
- Франческо Мария (* 1523, † 1525);
- Мария (* 1527, † 1528);
- Джулия (* 1527, † 1563), маркграфиня на Монтекио като съпруга на Алфонсо д’Есте
- Джулио Фелтрио (* 1533, † 1578), кардинал
- Виоланта (* 1535, † 1538)

## Биография
Елизабета се омъжва през февруари 1552 г. в Рим за Алберико I Чибо-Маласпина (1534 – 1623), бъдещ княз на Маса и маркграф на Карара. На 16 юни 1553 г. приема ранга на маркиза-консорт на Маса и господарка на Карара. Умира в Маса на 6 юни 1561 г. на 32 г. Погребана е в Катедралата на Маса. Нейният съпруг се жени отново през 1563 г. за Изабела ди Капуа.

## Потомство
Елизабета и Алберико имат един син:
- Алдерано I Чибо-Маласпина (* 22 юли 1552, Маса; † 18 август 1606, Рим), 4-ти херцог на Маса и княз на Карара (1715 – 1731),[1][2] принц на Свещената Римска империя, 6-и херцог на Ферентило (1603 – 1730), 5-и херцог на Аджело, пфалцграф на Латеран, граф на Ферентило (1590 – 1603), барон на Падули, суверенен господар на Монета и Авенца, господар на Лаго, Лагитело, Сера и Терати, римски барон, римски патриций, генуезки патриций, патриций на Пиза и на Флоренция, неаполитански патриций, благородник на Витербо; ∞ 1580 за Марфиза д'Есте (ок. 1554, Ферара; † 16 октомври 1608, пак там), извънбрачна дъщеря на Франческо д’Есте, княз на Маса, от която има 7 сина и 1 дъщеря.

- Албериико I Чибо-Маласпина, съпруг
- Алдерано I Чибо-Маласпина, син